# AFI-diszkográfia
Az elkövetkezendőkben az AFI részletes diszkográfiája olvasható.

## Albumok

### Stúdió
| Album információk |
| --- |
| Debütáló Answer That and Stay Fashionable - Kiadás időpontja: Augusztus 1, 1995 - 1997. Április 22., (Nitro re-release) - Kiadó: Wingnut Records - Nitro Records (re-release) - Producer: Tim Armstrong, Brett Reed & AFI - Számlista: Two of a Kind, Half-Empty Bottle, Yürf Rendenmein, I Wanna Get a Mohawk (But Mom Won't Let Me Get One), Brownie Bottom Sundae, The Checkered Demon, Cereal Wars, The Mother In Me, Rizzo In the Box, Kung-Fu Devil, Your Name Here, Ny-Quil, Don't Make Me Ill, Open Your Eyes, High School Football Hero - További tartalom: Bónusz dalok: Self-Pity, Key Lime Pie - Feljegyzések: Az eredeti Wignut-ös kiadáson a „Man In a Suitcas” The Police feldolgozás rejtett számként szerepelt a „High School Football Hero” után. A Nitro-s kiadáson ezt a számot kivágták, és helyére az „Open Your Eyes”-t rakták a normális számlistára.                                                                              |
| Második Very Proud of Ya - Kiadás időpontja: 1996. Június 18. - Kiadó: Nitro Records - Producer: Michael Rosen and AFI - Számlista: He Who Laughs Last…, File 13, Wake-Up Call, Cult Status, Perfect Fit, Advances In Modern Technology, Theory of Revolution, This Secret Ninja, Soap-Box Derby, Aspirin Free, Fishbowl, Charles Atlas, Crop Tub, Consult My Lover, Take the Test, Two of a Kind, Shatty Fatmas, Yürf Rendenmein, Cruise Control, Modern Epic - További tartalom: Who Said You Could Touch Me?*, Rolling Balls*, Love Is a Many Splendored Thing* - Feljegyzések: A CD-n van egy rejtett instrumentális szám, a „No Dave Party”, amelyet akkor hallgathatunk meg, ha visszatekerjük a „He Who Laughs Last…” kezdése elé. A *-os dalok csak a 12" vinil kiadáson érhetőek el. Volt egy spaciális kiadás, ami tartalmazta ezeket a számokat, plusz a „No Dave Party”-t, de nem volt rajta a „Theory of Revolution”. Ez egy limitált kiadás. |
| Harmadik Shut Your Mouth and Open Your Eyes - Kiadás időpontja: 1997. November 11. - Kiadó: Nitro Records - Producer: AFI - Számlista: Keeping Out of Direct Sunlight (An Introduction), Three Reasons, A Single Second, pH Low, Let It Be Broke, Third Season, Lower Your Head and Take It In the Body, Coin Return, The New Patron Saints and Angels, Three Seconds Notice, Salt for Your Wounds, Today's Lesson, The Devil Loves You, Triple Zero - További tartalom: Bóusz szám: Last Caress |
| Negyedik Black Sails in the Sunset - Kiadás időpontja: 1999. Május 18. - Kiadó: Nitro Records - Producer: AFI - Számlista: Strength Through Wounding, Porphyria Cutanea Tarda, Exsanguination, Malleus Maleficarum, Narrative of Soul Against Soul, Clove Smoke Catharsis, The Prayer Position, No Poetic Device, The Last Kiss, Weathered Tome, At a Glance, God Called In Sick Today - További tartalom: Lower It*, Midnight Sun**, Who Knew?*** - Feljegyzések: *-os egy speciális szám, mely csak a 12” vinil albumon érhető el.A 7. szám helyét foglalja el.. **-os egy rejtett dal, amely ugyanabban a számban van, mint a „God Called In Sick Today”, 10 perc 28 másodpercnél a CD egy másik kiadásán. ***-os egy rejtett dal a japán verzión, a „Midnight Sun”-nal együtt. |
| Ötödik The Art of Drowning - Kiadás időpontja: 2000. Szeptember 19. - Kiadó: Nitro Records - Producerek: Chuck Johnson, AFI - Számlista: Initiation, The Lost Souls, The Nephilim, Ever and a Day, Sacrifice Theory, Of Greetings and Goodbyes, Smile, A Story at Three, The Days of the Phoenix, Catch a Hot One, Wester, 6 to 8, The Despair Factor, Morningstar - További Tartalom: Dream of Waking*, Battled** - Notes: *-os egy speciális szám, amely csak a 12” vinil kiadás A oldalán található meg a 8. számként. **- egy rejtett szám, amely a „Morningstar” végén található meg a CD verzión. |
| Hatodik Sing the Sorrow - Kiadás időpontja: 2003. Március 11. - Kiadó: DreamWorks Records - Producerek: Butch Vig, Jerry Finn, Jade Puget - Számlista: Miseria Cantare- The Beginning, The Leaving Song, Pt. II, Bleed Black, Silver and Cold, Dancing Through Sunday, Girl's Not Grey, Death of Seasons, The Great Disappointment, Paper Airplanes (Makeshift Wings), This Celluloid Dream, The Leaving Song, …but home is nowhere - További tartalmak: Spoken Word*, This Time Imperfect*, Synesthesia**, Now the World**, Spoken Word***, This Time Imperfect*** - Feljegyzések: *-osok bónusz számok a "… but home is nowhere"-ben. **-osok speciális, csak az angol kiadáson található számok. ***-osok rejtett számok a „Now the World”-ben. |
| Hetedik Decemberunderground - Kiadás időpontja: 2006. Június 6. - Kiadó: Interscope Records - Producer: Jerry Finn - Számlista: Prelude 12/21, Kill Caustic, Miss Murder, Summer Shudder, The Interview, Love Like Winter, Affliction, The Missing Frame, Kiss and Control, The Killing Lights, 37mm, Endlessly, She Said - További tartalom: Rabbits are Roadkill on Rt. 37*, Head Like a Hole**, Don't Change***, Jack the Ripper****, On the Arrow@, Fallen Like the Sky@@ - Feljegyzések: * Angol/Ausztrál bonusz szám. ** Angol bonusz szám. ***Előhallgatás bonusz szám / 7" kép lemez B-oldalas. **** iTunes előrendelés bonusz szám. @ iTunes bonusz szám. @@ Target bonusz letöltés / 7" vinil doboz szett. |
| Crash Love - 2009 - Kiadó: Interscope Records |